# Torsten Timander
Torsten Adolf Timander, född 13 juni 1900 i Fårö församling, Gotlands län, död 26 oktober 1982 på Gran Canaria, var en svensk tandläkare och affärsman.

## Biografi
Timander var son till kyrkoherden Johan Timander och Hilma Erlandson (1862–1930). Han tog med.kand. i Uppsala 1924 och tandläkarexamen 1927. Timander var student i ortodonti i Berlin 1931, hade praktik i Stockholm och på landsorten samt var verkställande direktör i Scania dentalmaterial AB i Hägersten och Timanders skogsbruk AB i Strand. Han hade sin tandläkarpraktik på Kanarieöarna.
Han var hedersledamot i Gotlands nation i Uppsala.
Timander var i sitt första äktenskap 1927–1934 gift med fil.kand. Karin Ekman (född 1902), dotter till skohandlaren Ernst Ekman och Anna Svensson. I sitt andra äktenskap var han 1937–1950 gift med gymnastikdirektören Margareta Ekeroth (1913–1997), dotter till grosshandlaren Leonard Ekeroth och Louise Nilsson. I sitt tredje äktenskap var han gift 1951–1968 med tandläkaren Alice Timander, född Müller (1915–2007), dotter till veterinären Carl Müller och Inez Lönnqvist. I sitt andra äktenskap var han far till Agneta (född 1938) och i sitt tredje var han far till Tomas (född 1952) och Katarina (född 1953). Torsten Timander är begravd på Fårö kyrkogård.

## Utmärkelser
- Svensk-franska stiftelsens guldmedalj (Sv-franska stift GM) [3]